# 鹬头骨螺
鹬头骨螺（学名：Haustellum haustellum），是新腹足目骨螺科鹬头螺属的一种。主要分布于印度尼西亚、马来西亚、台湾，常栖息在沿岸。